# Joseph-Charles d'Almeida
Pour les articles homonymes, voir Almeida (homonymie).
Joseph-Charles d'Almeida, né à Paris le 11 novembre 1822 et mort le 9 novembre 1880, est un physicien français, fondateur du Journal de physique en 1872 et de la Société française de physique en 1873.

## Biographie

### Origines familiales
Joseph-Charles d'Almeida, fils de Francisco de Almeida Portugal (pt), rentier, futur comte de Lavradio, qui avait francisé son nom, et de Louise Joséphine Pierrette Miller, naît le 11 novembre 1822 à Paris, 40 rue de Verneuil. Son père était conseiller de l'ambassade du Portugal à Paris en 1830 et partageait les idées politiques de ses amis François-René de Chateaubriand et Jean-Guillaume Hyde de Neuville. Francisco de Almeida, né au Portugal en 1796, habitait la capitale depuis 1819. Membre de la Société philomathique de Paris, il y a prononcé en 1824 un éloge du botaniste portugais José Correia da Serra (ministre plénipotentiaire du Portugal à Washington),. De 1851 à 1869, ce diplomate deviendra ministre plénipotentiaire à la légation portugaise à Londres.
Joseph-Charles d'Almeida est baptisé le 13 novembre 1822 à l'église Saint-Thomas-d'Aquin. Né de parents portugais, il se fait naturaliser français en 1844 à l'âge de 22 ans.

### Études
Il fait ses études au lycée Saint-Louis puis au lycée Henri-IV. Il est professeur adjoint auprès du frère de Paul Desains au lycée Napoléon, préparateur de Pierre-Henry Blanchet de 1843 à 1848, agrégé de physique et nommé professeur au lycée d'Alger (1848). De 1848 à 1850, il sera à Alger comme le professeur Charles Simon, fondateur de l'observatoire de Marseille, le maître de Charles Bourseul (1829-1912), précurseur français du téléphone en 1854. À la fin de 1852, il entre avec Marcellin Berthelot au laboratoire d'Antoine-Jérôme Balard à Paris. Ses travaux sur la décomposition par la pile des sels dissous dans l'eau lui vaudront le titre de docteur ès sciences.
À partir de 1853, il donna dans son appartement de la rue Royer-Collard des cours à Nestor Gréhant pour le préparer à la licence de sciences physiques. Ami du médecin Armand Moreau, il présenta son élève Nestor Gréhant à Claude Bernard, qui deviendra son disciple.

### Travaux et carrière
Le nom de Joseph-Charles d'Almeida est cité dans les carnets de Jules Janssen (1824-1907), qui lui montre ses spectres. Janssen le rencontre à ses conférences en mars 1855.
Il est l'un des précurseurs des photos anaglyphes en 1858.
En 1860, en commun avec Pierre-Paul Dehérain, il fait des recherches sur l'électrolyse d’un mélange d’alcool et d’acide azotique (ancien nom de l'acide nitrique).
Le 1er octobre 1862, Adolphe de Paiva (attaché à la légation au Portugal) écrit au ministre affirmant que d'Almeida doit partir pour quelques mois au Portugal pour des raisons familiales assez graves ; cette lettre mentionne que le vicomte José de Paiva, ministre plénipotentiaire du Portugal à Paris, était l'ami intime de ce physicien.
Trois lettres de la collection Feinberg montrent que d'Almeida, durant son séjour aux États-Unis en 1862, a rencontré William Douglas O'Connor, Rebecca Harding Davis (journaliste féministe américaine) et James Thomas Fields (éditeur et poète américain), ce dernier fit connaître au physicien Henry Longfellow (poète américain), Ralph Waldo Emerson (philosophe et poète américain) et Louis Agassiz (botaniste et géologue américano-suisse).
À partir de 1868, d'Almeida conseille à Gabriel Lippmann de se diriger vers la section scientifique de l'École normale supérieure, où il entra à l'âge de 23 ans. Après Lippmann, Émile Picard sera aussi l'élève de Joseph-Charles d'Almeida de 1868 à 1874 ; ce dernier est décrit comme un professeur distingué à qui on doit la première réalisation du relief au moyen des anaglyphes.
En 1869, il assiste, avec Antoine-Jérôme Balard, Marcellin Berthelot, Jules Jamin, Étienne-Jules Marey et d'autres, à l'inauguration du canal de Suez.
Jules Ferry, dans une lettre du 14 décembre 1870 adressée à Léon Gambetta et évoquant le siège de Paris, révèle à son correspondant que le porteur de la lettre, M. d'Almeida, est un de ses « anciens et très fidèles amis ».
Membre du comité scientifique de défense, il quitte Paris en ballon, le 17 décembre 1870, à bord du Gutenberg, avec Isaac Georges Lévy, rejoignant le même jour Montépreux (Marne). Il tente ensuite d'utiliser un procédé mis au point par Jean-Gustave Bourbouze pour établir une liaison télégraphique avec Paris en utilisant la Seine comme fil de ligne, lui depuis Poissy tentant de communiquer avec Bourbouze et Desains à Paris. Il eut l'idée de photographies microscopiques comme moyen de correspondance. La guerre terminée, il reprend ses cours au lycée Henri-IV.
Albert Fernique, qui s’occupait depuis longtemps de photographie, se trouvait en rapport avec d’Almeida, siégeant au ministère de l’Instruction publique, et il travaillait avec lui pour le Comité à des expériences relatives à la reproduction photo-microscopique des dépêches. 
En 1872, il fonde le Journal de physique, avec Charles Brisse et la collaboration des principaux physiciens français : Berthelot et Desains. Alfred Cornu (1841-1902) fut amené à travailler pour le journal pour ses travaux relatifs à la diffraction de la lumière.
En 1873, d'Almeida est l'un des cofondateurs de la Société française de physique (SFP), dont il devient le secrétaire général. La société comptait, au moment de sa mort, plus de 500 membres, dont près de 100 reçus en 1880.
Sa dernière résidence se trouve au 31 rue Bonaparte où il meurt en 1880.
Dans son testament olographe du 18 avril 1878, il nomme comme légataire universelle Félicité Cécile Janet (nièce du philosophe Paul Janet), institutrice. Il a légué à la Société française de physique les manuscrits d'André Ampère sur l'électrodynamique,.

« La Science et l'instruction publique viennent de subir une perte, dans la personne de M. d'Almeida, secrétaire de la Société de physique, inspecteur général. Esprit fin et distingué, dévoué aux choses de l'esprit, aimé et estimé de tous, il laisse un vide considérable parmi les hommes de ce temps. On n'a oublié ni son rôle dans la commission scientifique de la Défense nationale, ni la création du Journal de physique et de la Société de physique, dont il fut le principal promoteur ; ni l'accueil bienveillant et les encouragements qu'il prodiguait aux innovateurs scientifiques et aux jeunes professeurs. Peu de pertes pouvaient être plus sensibles à l'Université. Les obsèques de Mr d'Almeida, inspecteur général de l'instruction publique, auront lieu demain mercredi, à dix heures précises. Ceux de ses amis qui ne recevraient pas d'invitation particulière sont priés de considérer le présent avis comme une invitation. »

— Marcellin Berthelot, « Nécrologie », Le Temps, 10 novembre 1880

### Postérité
Il est probable que Joseph-Charles d'Almeida est mort d'une crise cardiaque comme le suggère la presse de l'époque : « Les amertumes de sa destinée le conduisirent à une fin tragique. » Le Petit Parisien écrit : « Mr. d'Almeida est mort subitement dans la nuit de dimanche à lundi. C'est une perte pour l'université. Les obsèques de ce savant seront civiles. »
Le savant a été enterré au cimetière du Montparnasse à Paris en concession perpétuelle no 220 PP 1880. Cependant la ville de Paris a repris la concession le 12 juillet 2000 et les restes du défunt ont été transférés à l'ossuaire du Père-Lachaise. Ce physicien était issu « de la plus vieille famille aristocratique portugaise », et, bien que né et mort dans la capitale, la ville de Paris « ne lui attribua aucune plaque ou rue en son nom ».
En 1880, la SFP a rendu hommage à Joseph-Charles d'Almeida en lui érigeant un buste, placé dans sa salle de réunions. Ce buste, portant l'inscription « Fondateur de la Société de physique » et réalisé par le sculpteur Eugène Guillaume, a, semble-t-il, été présenté à l'Exposition nationale de 1883. On en trouve en effet une description dans La sculpture aux salons de 1881, 1882, 1883, et à l'Exposition nationale de 1883, par Henry Jouin. Le président suivant de la SFP fut Edmond Bouty (1846 – 1922). La personne qui a rédigé une lettre le 14 mars 1881 pour l'érection de ce buste dans la salle de séances de la Société française de physique située au 44, rue de Rennes est Éleuthère Mascart, ancien président de la Société française de physique, président du comité de souscription.
Il était membre, puis président de la Société philomathique de Paris de 1865 à 1866 et fondateur de l'Association française pour l'avancement des sciences de 1864 à 1880.
En 1907, Nestor Gréhant, médecin chercheur et professeur de physiologie, évoque les origines portugaises du physicien qui « partit lors du siège de 1870 en aérostat de Paris ».
En 1913, le rapport sur une mission confiée à d'Almeida par le gouvernement de la Défense nationale, dont l'objet était d'établir des communications entre la province et Paris en 1870-1871, sera édité. Aussitôt la paix signée, d'Almeida présenta ce rapport à Adolphe Thiers, alors chef du pouvoir exécutif. Le physicien Paul Janet réalisa une introduction dans le rapport de d'Almeida et en a fait la lecture en inaugurant la Section de radiotélégraphie à École supérieure d'électricité, en février 1912. Dans ce document, d'Almeida décrit l'accueil bienveillant et cordial de Léon Gambetta, qui lui fit la promesse d'appuyer son projet. Dans son travail, d'Almeida nous fait soupçonner des rivalités qui paralysaient ses travaux comme l'un de ses photographes, Georges Lévy (associé à Reboul est cité dans l'ouvrage d'Henri Dutrait-Crozon Gambetta et la défense nationale 1870-71 aux Éditions du Siècle, 1914, tous deux assuraient le service flotteurs et autres courriers que le courant de la Seine devait porter à Paris) qui fut menacé pour avoir transmis des photos à la presse. Dans son allocution, le physicien Paul Janet évoque l'admiration et l'inspiration de Charles d'Almeida pour Jules Verne.
Avec l'invention de la stéréoscopie par Charles Wheatstone et les anaglyphes 3D travaillés par d'Almeida, Louis Lumière va reprendre ces travaux en les adaptant au cinéma en 1936.

## Publications
- Décomposition par la pile des sels dissous dans l'eau, Martinet, 1856 — Thèse de doctorat.
- (avec Augustin Boutan) Problèmes de physique, Dunod, 1862 — En ligne : la quatrième édition (1874).
- (avec Paul-Jean Coulier et Marcellin Berthelot), Vérification de l'aréomètre de Baumé, Gauthier-Villars, 1873.
- « Nouvel appareil stéréoscopique », Comptes rendus hebdomadaires des séances de l'Académie des sciences, 1858, t. XLVII, p. 61–63 lire en ligne sur Gallica
- Cours élémentaire de physique suivi de problèmes, Dunod, 1874
- (avec Augustin Boutan) Cours élémentaire de physique, précédé de notions de mécanique et suivi de problèmes, Dunod, 1863, 1867, 1884
- (avec Augustin Boutan) Problèmes de physique, Dunod, 1862
- Thèse de physique, sur la décomposition par la pile des sels dissous dans l'eau, Martinet, 1856
- Rapport sur une mission confiée à Charles d'Almeida par le Gouvernement de la Défense nationale dont l'objet était d’établir des communications entre la Province et Paris lors de la Guerre de 1870-1871, Tours, Deslis Frères et Cie, 1913[41].
- Journal de physique théorique et appliquée. A.(série 1), Bureau du journal de physique (Paris), 1872-1881. LillOnum, bibliothèque numérique de l'université Lille a mis en ligne les tomes :

1. 1872 : contenu
2. 1873 : contenu
3. 1874 : contenu
4. 1875 : contenu
5. 1876 : contenu
6. 1877 : contenu
7. 1878 : contenu
8. 1879 : contenu
9. 1880 : contenu
10. 1881 : contenu

- Journal de physique théorique et appliquée. B.(Série 2), Bureau du journal de physique (Paris), 1882-1891. Tomes disponible en ligne sur LillOnum

1. 1882 : contenu
2. 1883 : contenu
3. 1884 : contenu
4. 1885 : contenu
5. 1886 : contenu
6. 1887:  contenu
7. 1888 : contenu
8. 1889 : contenu
9. 1890 : contenu
10. 1891 : contenu

- Journal de physique théorique et appliquée. C. Bureau du journal de physique ( Paris ), 1892 - 1901. Tomes disponibles en ligne sur LillOnum.

1. 1892 : contenu
2. 1893 : contenu
3. 1894 : contenu
4. 1895 : contenu
5. 1896 : contenu
6. 1897 : contenu
7. 1898 : contenu
8. 1899 : contenu
9. 1900 : contenu
10. 1901 : contenu

- Journal de physique théorique et appliquée. D. Quatrième série. Bureau du journal de physique ( Paris ), 1902 - 1910. Tomes disponibles en ligne sur LillOnum.

1. 1902 : contenu
2. 1903 : contenu
3. 1904 : contenu
4. 1905 : contenu
5. 1906 : contenu
6. 1907 : contenu
7. 1908 : contenu
8. 1909 : contenu
9. 1910 : contenu

- Journal de physique théorique et appliquée. E. Cinquième série. Bureau du journal de physique ( Paris ), 1911 - 1919. Tomes disponibles en ligne sur LillOnum.

1. 1911 : contenu
2. 1912 : contenu
3. 1913 : contenu
4. 1914 : contenu
5. 1916 : contenu
6. 1919 : contenu

## Distinctions
- Chevalier de la Légion d'honneur en 1872[42] ;
- Inspecteur général hors cadre de l’Instruction publique (enseignement secondaire, ordre des sciences), le 18 janvier 1879[43].